# 阿尔弗雷德·施尼特凯
阿尔弗雷德·加里耶维奇·施尼特凯（俄语：Альфре́д Га́рриевич Шни́тке，1934年10月24日—1998年8月3日），犹太裔苏联-俄罗斯作曲家，音乐理论家。

## 生平
施尼特凯的父亲是从德国移民到俄罗斯的犹太人，母亲是一名伏尔加德意志人。少年时，他随父移居到维也纳，并在那里接受最初的音乐教育。1948年他回到莫斯科，1953-1961年在莫斯科音乐学院学习，期间结识了肖斯塔科维奇，毕业后留校执教并加入作曲家协会。
在苏联，施尼特凯遭到官方迫害，其第一交响曲等多部作品被禁演，只能靠写作电影配乐为生。
1985年中风昏迷，之后曾多次停止心跳，被宣布临床死亡，但都奇迹般地死而复生并继续创作。1988年访问美国，1990年移居汉堡，并获得德国公民身份。
1998年逝世于汉堡。

## 音乐风格
施尼特凯的创作风格十分多样。其大部分作品明显受到肖斯塔科维奇的影响，同时也采用磁带音乐，序列音乐，拼贴音乐等技法，某些作品也具有新古典主义或神圣简约主义风格。音乐常用尖锐极端的音响效果以表现现代人内心深处的精神冲突，许多作品感人至深。评论家认为：“他能在音乐中描写当代人的道德与精神之间的挣扎，以如此的深度和广度，真是难以置信。”他后来改信基督教，他的信仰和神秘主义理念也影响了他的音乐。

## 重要作品

### 交响曲
- 第零号交响曲（1957）
- 第一交响曲（1969-74）
- 第二交响曲（1979）
- 第三交响曲（1981）
- 第四交响曲（1983）
- 第五交响曲（第四大协奏曲）（1988）
- 第六交响曲（1992）
- 第七交响曲（1993）
- 第八交响曲（1994）
- 第九交响曲（1996-97；未完成）

### 管弦乐
- 最弱（1968）
- 记忆（1977-78）
- 帕萨卡里亚（1979-80）
- 果戈理组曲（1980）
- 仪式（1984-85）
- 交响前奏曲（1994）

### 协奏曲
- 第一大协奏曲，双小提琴，羽管键琴，预置钢琴和弦乐（1976-77）
- 第二大协奏曲，小提琴，大提琴和乐队（1981-82）
- 第三大协奏曲，双小提琴，钢琴和弦乐（1985）
- 第四大协奏曲（第五交响曲），小提琴，双簧管，羽管键琴和乐队（1988）
- 第五大协奏曲，小提琴，钢琴和乐队（1991）
- 第六大协奏曲，小提琴，钢琴和弦乐（1993）
- 第一小提琴协奏曲（1957, 修订于1963）
- 第二小提琴协奏曲（1966）
- 第三小提琴协奏曲（1978）
- 第四小提琴协奏曲（1984）
- 钢琴协奏曲（1979）
- 双钢琴协奏曲（1988）
- 第一大提琴协奏曲（1986）
- 第二大提琴协奏曲（1990）
- 中提琴协奏曲（1985）
- 双簧管，竖琴和弦乐协奏曲（1971）

### 室内乐
- 第一小提琴奏鸣曲（1963）
- 第一弦乐四重奏（1966）
- 第二小提琴奏鸣曲（1968）
- 纪念斯特拉文斯基的卡农，弦乐四重奏（1971）
- 古风格组曲，小提琴和羽管键琴（1972）
- 纪念肖斯塔科维奇前奏曲，双小提琴（1975）
- 钢琴五重奏（1972-76）
- 第一大提琴奏鸣曲（1978）
- 第二弦乐四重奏（1981）
- 第三弦乐四重奏（1983）
- 弦乐三重奏（1985）
- 第四弦乐四重奏（1989）
- 第二大提琴奏鸣曲（1994）
- 第三小提琴奏鸣曲（1994）

### 器乐独奏
- 第一钢琴奏鸣曲（1987）
- 第二钢琴奏鸣曲（1990）
- 第三钢琴奏鸣曲（1992）

### 合唱
- 安魂曲（1974-75）
- 浮士德康塔塔（1983）
- 三首赞美诗（1983-84）
- 合唱协奏曲（1984-85）

### 舞台音乐
- 培尔·金特，三幕芭蕾（1988）
- 与白痴一起生活，两幕歌剧（1992）
- 浮士德博士的故事，三幕歌剧（1991-1994）
- 杰苏阿尔多，七场歌剧（1993）

## 延伸阅读
- Davis, Peter G. . New York. 28 February 1994, 27 (9): 125  [25 December 2012].
- Amrei Flechsig; Christian Storch (编). . Olms. 2010. ISBN 978-3-487-14464-1.
- Enzo Restagno (ed.) (1993). Schnittke, EDT, ISBN 978-88-7063-177-7
- Peter J. Schmelz. . Oxford University Press. 2009. ISBN 978-0-19-534193-5.
- Alfred Schnittke. Alexander Ivashkin , 编. . Indiana University Press. 2002  [25 December 2012]. ISBN 0-253-33818-2.
- Альфред Шнитке [Alfred Schnittke]. Александр Ивашкин [Alexander Ivashkin] , 编.  [Conversations with Alfred Schnittke]. Классика XXI. 2003. ISBN 5-89817-051-0.
- Christian Storch. . Böhlau. 2011. ISBN 978-3-412-20762-5.